# Дієцезія Госпич-Сень

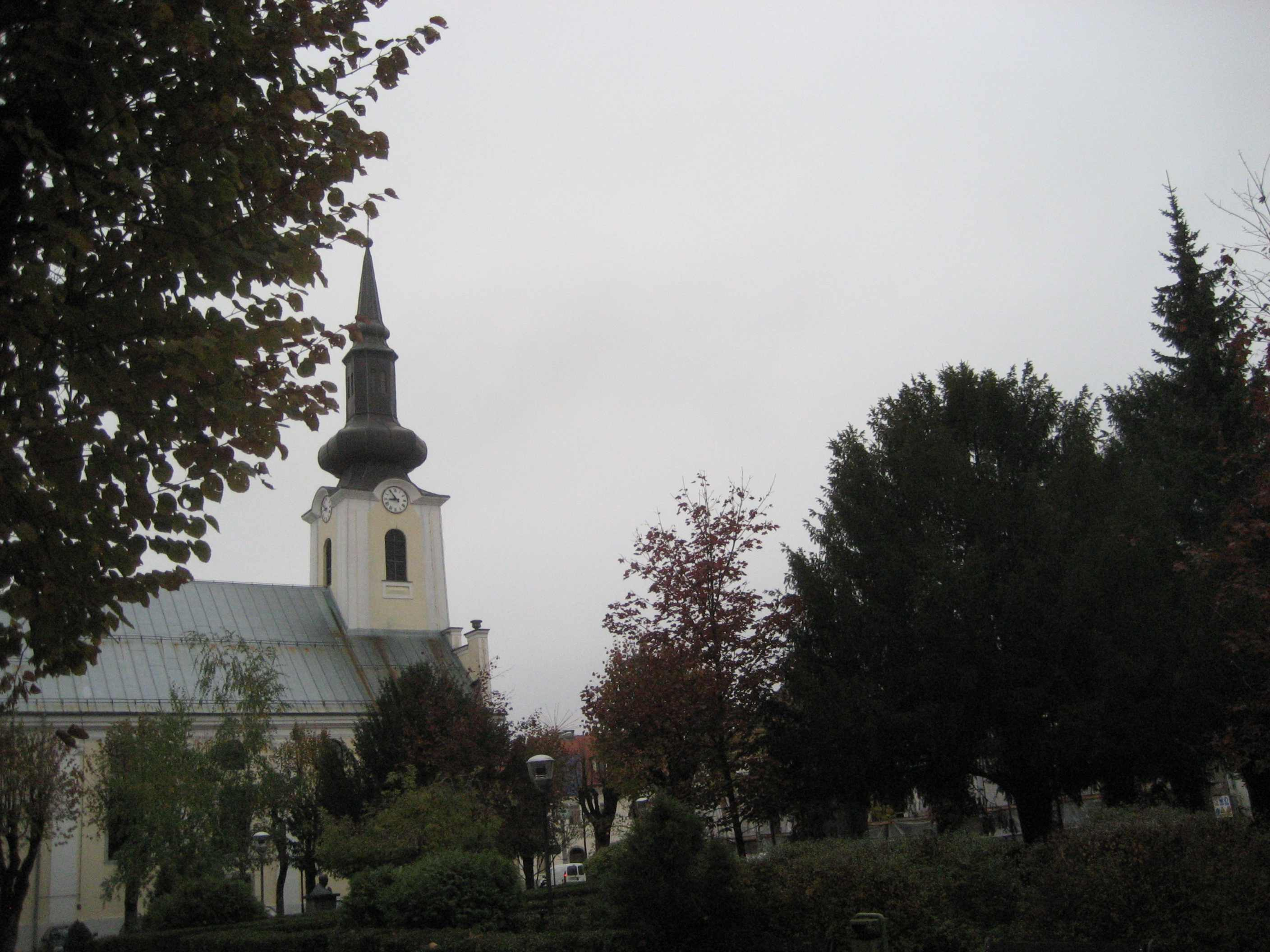
Собор Благовіщення в Госпичі

Дієцезія Госпич-Сень (хорв. Gospićko-senjska biskupija— католицька дієцезія латинського обряду в Хорватії з центром в місті Госпич. Входить до складу митрополії Рієки. Латинська назва — Dioecesis Gospiciensis-Seniensis.
Дієцезія в місті Сень заснована в 1169 році. В 1969 році Сеньська дієцезія була об'єднана з дієцезією Рієки і була підвищена в статусі до архідієцезії-митрополії, після чого стала носити назву «архідієцезія Рієка-Сень». 25 травня 2000 року вона була перейменована в архідієцезію Рієки, а місто Сень став одним з двох центрів нової дієцезії Госпіч-Сень, суфраганної стосовно Ріекської митрополії.
За даними на 2004 рік в дієцезії налічувалося 81 000 католиків (79,4% населення), 51 священик і 85 парафій. Кафедральним собором дієцезії є собор Благовіщення Пресвятої Діви Марії в Госпичі. Другим кафедральним собором служить собор Вознесіння Пресвятої Діви Марії в Сені. З моменту створення дієцезії в 2000 році по теперішній час дієцезію очолює єпископ Міле Богович (хорв. Bishop Mile Bogović).